# Ora et labora (koncertna turneja)
Ora et labora bila je ukupno treća i ujedno najduža turneja hrvatskoga pjevača Marka Perkovića Thompsona i njegova sastava diljem Hrvatske i svijeta, kojom se promovirao istoimeni album.

## Pozadina
Sedmi studijski album, nadahnut i nazvan prema krilatici benediktinskog reda, Ora et labora, objavljen je 10. travnja 2013. godine u izdanju diskografske kuće Croatia Records. Na novom albumu izašla je pjesma "Bosna", s povijesnim referencama na kralja Tomislava, kraljicu Katarinu Kotromanić, Drinske mučenice i loše političko i demografsko stanje Hrvata u Bosni te pitanje njegove opstojnosti. Uz povijesnu uspješnicu, na albumu je izašla i ljubavna pjesma "Samo je ljubav tajna dvaju svjetova", koju je posvetio svojoj ženi Sandri. Pjesma je osvojila priznanje CMC-a za hit godine i Porina u istoj kategoriji.
Album je bio prvi album nekog hrvatskog izvođača u povijesti hrvatske diskografije koji je bio u samom vrhu prodaje na službenoj ljestvici iTunes-a. Naime, u Njemačkoj, Švicarskoj i Austriji, Ora et labora je među pet najprodavanijih albuma. Nakon samo tjedan dana, album je dosegao zlatnu nakladu, a nakon tri mjeseca i platinastu. Ukupno se punih 21 tjedana nalazio na prvom mjestu prodaje u Hrvatskoj i bio najprodavaniji album 2013. godine, što nije uspjelo niti jednom hrvatskom izvođaču do tada.